# 御牧碩太郎
御牧 碩太郎（みまき せきたろう、旧姓：金谷、明治3年8月15日（1870年9月10日） - 昭和24年（1949年）5月22日）は、日本の牧師、日本伝道隊理事。ホーリネス・リバイバルの時に活躍した。

## 生涯
大分県の医者の家に生まれる。メソジスト派の鎮西学院を卒業後、高等師範に入学したが、苦学で体を壊し千葉で療養した。療養中に求道するようになり、日本メソジスト教会銀座教会の毎週の祈祷会で外交官伴新三郎の証を聞いて回心する。美山貫一の紹介で、河辺貞吉と笹尾鉄三郎が御牧に会う。笹尾に会ったとき、御牧は畏敬の念にとらわれその場に座り込んでしまう。銀座教会で笹尾が説教するのを聞いて、御牧は1894年4月16日聖霊を受けて、献身を決意する。
御牧は笹尾鉄三郎、河辺貞吉、松野菊太郎、須永徳太郎、土肥修平たち6人と共に「ちいさき群」と名乗って、芝の桜田本郷町に一軒やを借りて、東京の伝道を始める。河辺と御牧は7月に、青森を起点として、ひとりが汽車で先回りして、集会所を準備している間に、もうひとりは徒歩でトラクト配布をしながらそこにつくという、「縦断伝道」をした。
1896年(明治29年)に御牧は笹尾鉄三郎、秋山由五郎、土井修平、と共に松江のバークレー・バックストンの元に集まり、家を借りて共同生活をして、バックストンの家に通った。
二年近く松江でバックストンに師事した後、バックストンの紹介でイギリスに本部を持ち、警察官への伝道団体の「警官ミッション」で働いた。また、バックストンが刊行していた聖書研究誌『聖書の友』の編集者として活躍した。後に、『霊の糧』の編集主任になる。
1918年(大正7年)3月、秋山由五郎、中田重治と共に、日本全国リバイバル大祈祷会の発起人になった。
1930年(昭和5年)の昭和のホーリネス・リバイバルの時に、10月23日の東京聖書学院で開かれたリバイバル大会の委員を務める。26日に結成された、「再臨準備リバイバル同盟」の結成に加わった。その後、リバイバル聖会などで説教をした。
1933年(昭和8年)に設立された、聖書信仰連盟の理事の1人に選ばれる。